# بدهی زناشویی
بدهی زناشویی (ایتالیایی: Il debito coniugale) یک فیلم کمدی ایتالیایی به کارگردانی فرانکو پروسپری است که در سال ۱۹۷۰ منتشر شد.

## گزیدهٔ بازیگران
- لاندو بوتسانکا
- باربارا بوشه
- اوراتسیو اورلاندو
- پیپو فرانکو
- آنیتا اکبرگ
- نرینا مونتانیانی
- آنجلا لوچه
- ماریو کاروتنوتو